# Хесус Валенсуела
Хесус Ноель Валенсуела Саес (нар. 24 листопада 1983) — венесуельський футбольний арбітр, арбітр ФІФА з 2013 року.
Вперше відсудив матч Апертури Першого дивізіону Венесуели в сезоні 2011-12.
14 грудня 2021 року Валенсуела став найкращим арбітром КОНМЕБОЛ.
У 2022 році обраний арбітром на ЧС 2022 у Катарі.